# Sonic Child
Sonic Child ist das dritte Studioalbum der deutschen Bluesrock-Band Zodiac. Es erschien am 19. September 2014 über Napalm Records.

## Entstehung
Nach der Veröffentlichung des Vorgängeralbums A Hiding Place begann die Band bereits, neue Lieder zu schreiben. Ende 2013 sollte die Band eine Tournee in Nordamerika im Vorprogramm von Monster Magnet spielen. Zwei Tage vor der Abreise wurden den Musikern die nötigen Visa verweigert. Da sich die Bandmitglieder für die geplante Tournee bereits Urlaub von ihren Berufen genommen haben, haben die Musiker sich spontan dazu entschlossen, neue Lieder zu proben. Schließlich stand die Hälfte des Materials für das neue Album nach Ablauf der Zeit. Die Musik wurde von allen vier Bandmitgliedern geschrieben, während Sänger Nick van Delft und Schlagzeuger Janosch Rathmer die Texte verfassten. 
Die Aufnahmen dauerten drei bis vier Wochen. Produziert wurde das Album vom Martin Meinschäfer. Zuerst wurden die Instrumentals aufgenommen. Teilweise wurden die Lieder live eingespielt. Danach wurden der Gesang unter der Regie von Henrik Freischlader aufgenommen. Als Gastmusiker sind Jojo Brunn Keyboards und Henrik Freischlader (Hintergrundgesang) zu hören. Mit dem Lied Not Fragile nahmen Zodiac eine Coverversion eines Liedes von Bachman-Turner Overdrive auf. Für die Lieder A Penny and a Dead Horse und Sonic Child wurden Musikvideos gedreht.
Sonic Child ist ein Konzeptalbum über die Liebe zur Musik. Das Albumcover zeigt einen kleinen Jungen, der mit seinen Kopfhörern Musik hört. Laut dem Schlagzeuger Janosch Rathmer habe man „als Kind nicht erst auf Facebook nachgeschaut, wie eine Band sich kleidet, wenn man neue Musik entdeckt“. Die Band wollte die Musik in den Mittelpunkt stellen. Das Lied Out of the City wurde auf einer Split-Single mit der Band Audrey Horne veröffentlicht. Die norwegische Band hatte auf ihren etwa zeitgleich erscheinenden Album Pure Heavy ebenfalls ein Lied mit dem Titel Out of the City veröffentlicht.

## Titelliste
| 1. Intro - Who I Am – 3:30 2. Swinging on the Run – 6:13 3. Sonic Child – 3:00 4. Holding On – 4:02 5. Sad Song – 3:46 | 1. Out of the City – 4:50 2. A Penny and a Dead Horse – 7:09 3. Good Times – 4:23 4. Rock Bottom Blues – 9:15 5. Just Music – 6:10 |

Die limitierte Erstauflage enthält eine Bonus-CD mit den Liedern Not Fragile und Shine On. Darüber hinaus enthält die CD die Lieder Free und Cortez the Killer, die live beim Rock Hard Festival 2014 aufgenommen wurden und die Lieder Upon the Stone und Failure vom im Jahre 2011 veröffentlichten Demo.

## Rezeption
Holger Stratmann vom deutschen Magazin Rock Hard bezeichnete Sonic Child als „äußerst analoge, echt klingende Wundertüte“. Er bemängelte aber, dass sich unter den Titeln einige Streichkandidaten befänden und vergab acht von zehn Punkten. Frank Thießiess vom deutschen Magazin Metal Hammer bezeichnete Sonic Child als das „bisherige Meisterwerk“ der Band. Da Zodiac „der guten, alten Gitarrenmusik die grundlegenden Essenzen abgewinnen“ vergab Thießiess sechs von sieben Punkten. Kritischer zeigte sich Timon Menge vom Onlinemagazin Metalnews.de, der das Album nicht mal für fünf Euro kaufen würde, da sich „bei diesem uninspirierten Geplätscher der CD-Player von selbst in den Standby-Modus schalten würde“. Menge vergab drei von sieben Punkten.
Sonic Child brachte Zodiac die erste Chartplatzierung der Bandgeschichte. Das Album stieg auf Platz 47 der deutschen Albumcharts ein.